# 徽章人

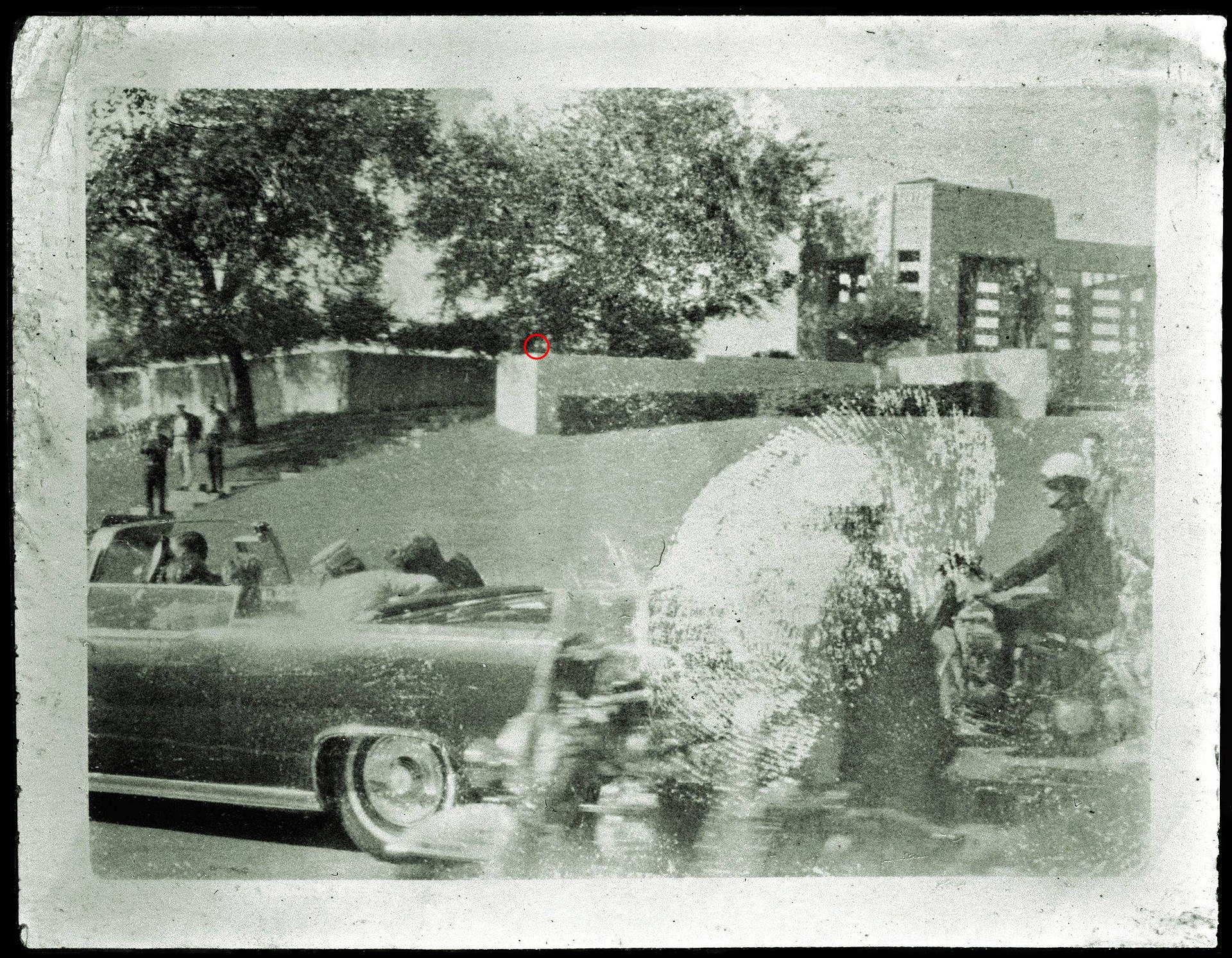
穆爾曼的已劣化照片原件：「徽章人」據稱位於照片中心的柵欄後面（紅色圓圈）。照片本身寬2+7/8 in，「徽章人」在圖中只得1/69 in

徽章人（英語：Badge Man）是據稱出現在1963年11月22日美國總統约翰·肯尼迪暗殺現場的人物。當日，德克萨斯州達拉斯居民瑪麗·穆爾曼在迪利广场拍攝照片，期間遇上肯尼迪遇刺，由她拍得的第二張照片據說出現了「徽章人」的身影。陰謀論者認為此人是狙擊手，正在廣場草丘上向總統開火。雖然普遍認為照片中的枪口焰遮掩了很多細節，但「徽章人」被描述為穿著警察制服的人，而這個綽號則源於此人胸前的明亮物體，據說它類似於一個閃閃發光的徽章。
穆爾曼的照片是在子彈擊中甘迺迪頭部造成致命一擊後的幾分之一秒拍攝。眾議院暗殺特別委員會分析了穆爾曼的照片，但沒有發現隱藏人物的證據。然而，六樓博物館館長加里·麥克在1983年取得比原件更高質素的照片副本。增強後，麥克在陰影背景中發現到了他認為是「徽章人」的物體。這名所謂的第二槍手曾出現在多個有關甘迺迪總統遇刺的陰謀論中。
攝影專家分析了這張照片，並一致認為照片分辨率不足，無法確定「徽章人」是否人形。另一方面，「徽章人」沒有出現在其他與暗殺事件有關的照片中，亦沒有被任何目擊者看到。懷疑論者文森·布格里奧西批評了「徽章人」的解釋，研究員戴爾·邁爾斯則認為基於比例上的差異，它不是一個真實的人。有人認為，這個人物實際上是可口可樂瓶的光學畸變，或者只是不同的背景元素。

## 穆爾曼的照片

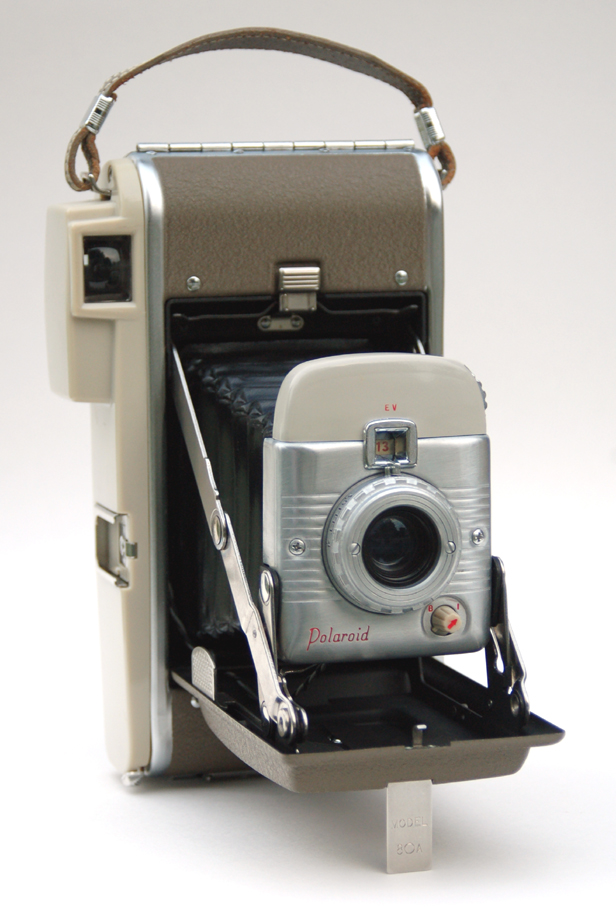
瑪麗·穆爾曼所使用的宝丽来相機

1963年11月22日，美國第35任總統约翰·肯尼迪乘車途經德克萨斯州達拉斯迪利广场時遇刺身亡。
暗殺發生時，達拉斯居民瑪麗·穆爾曼（Mary Moorman）用寶麗來相機拍攝了兩張照片。首張照片拍下美國總統座車前面其中一輛護送電單車，以及德薩斯州教科書倉庫大樓的一部分。第二張照片則正好拍下致命槍擊發生的那一刻。據說，在這張照片中可以看到「徽章人」的身影。根據計算，這張照片是在澤普魯德影片第315和316幀之間拍攝的，距離甘迺迪總統在第313幀被擊中頭部後不到六分之一秒。
槍擊事件發生後，警察和觀眾立即跑向草丘；一些目擊者認為槍聲是從那裡發出，但沒有發現狙擊手。華倫委員會的結論認為李·哈维·奥斯瓦尔德是唯一槍手，他從德薩斯州教科書倉庫大樓向甘迺迪開槍。然而，陰謀論者推測在草丘頂部的木柵欄後面有一名刺客。穆爾曼則向研究甘迺迪遇刺案的作家拉里·薩巴托表示，她沒有看到柵欄後面有任何異樣，並且不相信在她拍攝的照片中有第二名槍手的蹤跡。
穆爾曼的照片未有包含在華倫委員會於1964年發表的報告或其證明文件中。穆爾曼表示自己曾受邀向委員會提供證詞，但在腳踝受傷後她要求延遲，後來委員會再沒有聯繫她。1970年代後期，眾議院暗殺特別委員會（HSCA）根據現已被否定的聲學證據，指出護送電單車可能錄下了四聲槍響，因此得出草丘上存在第二名刺客的結論，並認為這張照片對他們的調查有意義。HSCA的攝影證據小組用肉眼無法在陰影背景中找到任何人物。隨後，HSCA把穆爾曼的照片發送給罗彻斯特理工学院，讓學院放大、增強和分析照片。學院報告指出在背景中的任何地方都沒有發現人形的證據，而且認為柵欄後面的特定區域曝光不足，無法從中收集任何信息。HSCA的結論指出，如果穆爾曼的照片「不包含可能被認為是柵欄後面的人物圖像，那麼聲學分析將缺乏確證」。雖然經檢查的照片是原件，但到了1970年代後期已經嚴重劣化。

## 照片增強

### 加里·麥克
1983年，加里·麥克（Gary Mack）獲得一張200乘250（8乘10英寸）穆爾曼照片的合众国际社副本，質素比劣化的原件還要高。麥克是達拉斯縣行政大樓（前稱德薩斯州教科書倉庫大樓）六樓博物館的館長，懷疑論者文森·布格里奧西稱他為少數受人尊敬的甘迺迪遇刺案陰謀論者。麥克認為照片的陰影背景之中存在人臉，隨後他聯繫了朋友兼暗房技術員傑克·懷特（Jack White）一同研究。經過增強，他們發現一名身穿制服的人——可能是達拉斯警察——站在柵欄後面，雖然他的臉被枪口焰遮住，但在他胸前可以看到一個小的明亮物體。他們解釋這個明亮物體為徽章，故此稱他為「徽章人」。麥克、懷特和其他陰謀論者試圖將「徽章人」與戈登·阿諾德的主張聯繫起來。在分析這張照片時，麥克最初斟酌這個人物是否真的是自稱拿著電影攝影機站在草丘上的士兵阿諾德。戈登·阿諾德這個名字在1978年首次進入公眾視線，他聲稱親眼目睹了甘迺迪遇刺，並拍攝了暗殺過程，但膠卷卻在事件發生後被警察沒收。一些理論家聲稱這名警察也是「徽章人」。在該地區拍攝的任何照片中都看不到阿諾德的身影，布格里奧西稱之為「照片證據確鑿，阿諾德的故事完全是無中生有」。
懷特繼續試驗穆爾曼的照片。在1980年代中期，懷特製作了全新的彩色版本，增強了對比度和亮度，並聲稱新版本可以更清晰地顯示警察身影。1988年，懷特還聲稱在「徽章人」身後可以看到一名身穿白色襯衫並可能戴著安全帽的人，他稱其為「後援人」（Back Up Man）。懷特又指阿諾德可見於「徽章人」的右方（以解剖學方位為準）。
許多陰謀論聲稱甘迺迪是被分布在迪利廣場的幾名槍手殺害，亦有一說是「徽章人」在草丘上開了致命一槍。1988年英國紀錄片系列《殺死甘迺迪的人》引用了懷特的研究，宣稱「徽章人」是法籍合約殺手呂西安·薩爾蒂。其他陰謀論者則認為「徽章人」是在甘迺迪遇刺後不久被奧斯華殺害的達拉斯警察J·D·蒂皮特。針對這些說法，麥克在2006年澄清了自己的立場：「我從來沒有說過『徽章人』是草丘刺客，我只是說過有這種可能性。僅此而已。」

### 懷疑論

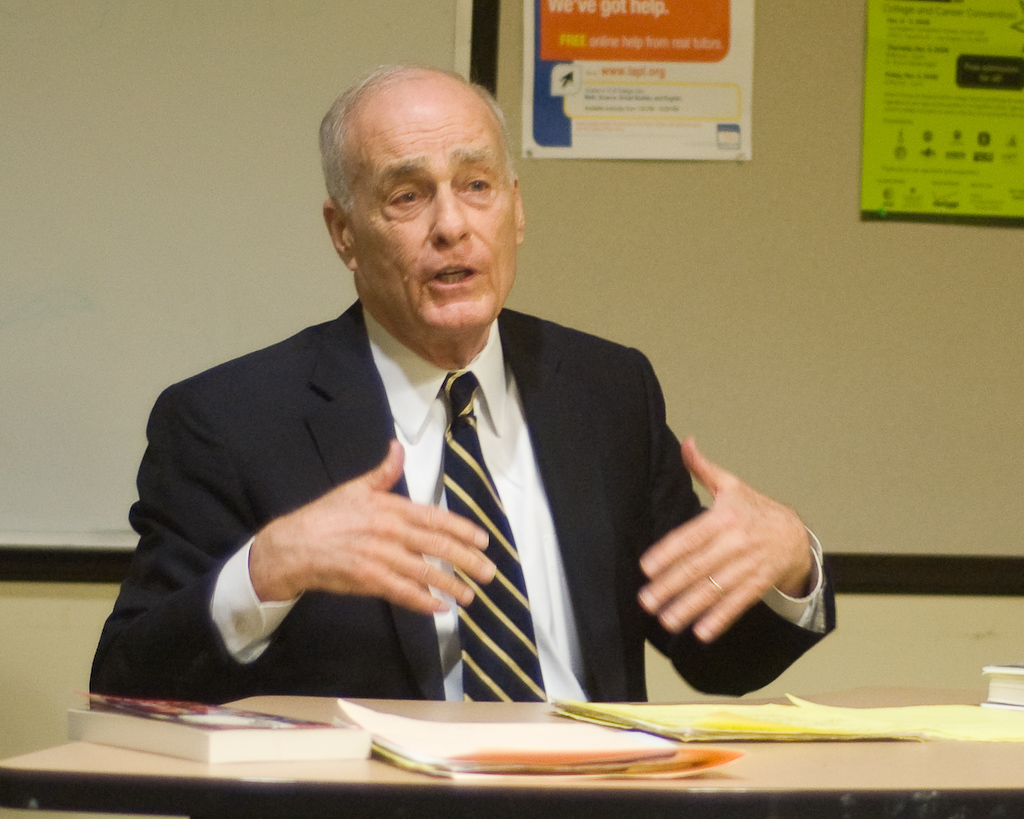
前洛杉磯副地方檢察官文森·布格里奧西反駁「徽章人」一說，並指它站不住腳

為了驗證「徽章人」是否存在，麥克讓第三方分析了這張照片，包括專門從事攝像系統的國防承包商伊特克公司、加州理工學院的喷气推进实验室以及麻省理工学院的專家。專家共識是照片分辨率不足，無法確定「徽章人」是否人形。攝影專家傑弗里·克勞利則認為「徽章人」不是一個人，而是不同的背景元素。
布格里奧西留意到「徽章人」照片的奇怪之處；他主張照片中的人一定異常高大，才能在1.5（5英尺）高的柵欄上看到他的徽章，而且他的眼睛並不像預期般靠近假想的狙擊步槍瞄準鏡。布格里奧西強調，麥克曾稱自己從未因所謂的槍口焰而確信武器的存在。麥克還承認，他在其他與暗殺事件有關的照片上都未能發現「徽章人」的蹤影。此外，當時能一覽無餘地俯瞰草丘的目擊者李·鮑爾斯或附近的澤普魯德都沒有看到「徽章人」，也沒有目擊者報告說在據稱「徽章人」站立的地方附近看到達拉斯警察。
研究員兼電腦動畫師戴爾·邁爾斯認為，根據對草丘一帶的測量，所謂的人物必須處於不可能向車隊開槍的位置。他說：「如果（徽章人）真是一個身高和體格均屬平均的人，位於柵欄線後9.8（32英尺）處並高出地面1.4（4.5英尺），這顯然是個不合理且難以維持的射擊位置。」他還指出擋土牆會擋住「徽章人」的子彈。邁爾斯反而認為所謂的「徽章人」只是玻璃瓶上反射出的陽光。在同時代的照片上，可以看到一個可口可樂玻璃瓶被置於「徽章人」區域附近的凉亭牆上。

## 另見
- 頭巾女士
- 雨傘人
- 空想性錯視

## 備註與腳注
備註
1. ↑  1982年，美國國家科學研究委員會委託12位國內有名的彈道聲學專家，重新檢查聲學證據。最後發現所謂的「第四聲槍響」實際發生在暗殺後大約1分鐘，但當時總統座車早已在趕往醫院的路上。[13]
2. ↑  穆爾曼的寶麗來相機使用同公司出產的30系列膠卷，它需要保護塗層來保持照片質素和防止留下指紋。這種塗層要麼塗得太晚，要麼塗得不恰當，導致原始照片出現劣化。合眾國際社的副本是在原始照片劣化之前製作的。然而，由於複製過程的性質，這些圖像的分辨率低於當時未劣化的原件。[1]
3. ↑  戴爾·邁爾斯（英语：Dale K. Myers）稱「後援人」為「安全帽人」（Hard Hat Man）[1]。
4. ↑  紀錄片《殺死甘迺迪的人》錯誤地將克勞利的結論說成是他「核實並複製了」麥克和懷特的研究。[28]

腳注
1. 1 2 3 4 5 6  Myers, Dale K. . Oak Cliff Press.   [2023-05-07]. （原始内容存档于2023-05-03） （英语）.
2. ↑  Bugliosi 2007，第xi, xxii, xlii頁.
3. ↑  HSCA 1978，第111頁.
4. 1 2 3 4 5 6 7 8  Bugliosi 2007，第885頁.
5. ↑  Bugliosi 2007，Endnotes，第491頁.
6. ↑  Warren Commission 1964a，第296-302頁.
7. ↑  Warren Commission 1964b，第18頁.
8. 1 2  Sabato 2014，第154頁.
9. ↑  Myers, Dale K. . Oak Cliff Press.   [2023-05-07]. （原始内容存档于2023-01-23） （英语）.
10. ↑  Bugliosi 2007，第xvii, 851頁.
11. ↑  Bugliosi 2007，第851頁.
12. 1 2  HSCA 1979，第126頁.
13. ↑  Bugliosi 2007，第xxii頁.
14. ↑  Bugliosi 2007，第xxii, 851頁.
15. ↑  Rothstein, Edward. . The New York Times. 2013-11-20  [2023-05-07]. （原始内容存档于2023-01-14） （美国英语）.
16. ↑  Herskovitz, Jon. . Reuters. 2015-07-16  [2023-05-07]. （原始内容存档于2023-05-07） （英语）.
17. 1 2  Bugliosi 2007，第885-886頁.
18. 1 2 3 4  Young, Michael E. . The Dallas Morning News. 2013-03-02  [2023-05-07]. （原始内容存档于2022-08-04） （英语）.
19. 1 2 3 4 5 6 7 8 9 10  Bugliosi 2007，第886頁.
20. ↑  Bugliosi 2007，第886-887頁.
21. ↑  Bugliosi 2007，第888頁.
22. ↑  Bugliosi 2007，第887頁.
23. ↑  Bugliosi 2007，第903頁.
24. ↑  Bugliosi 2007，第903-904頁.
25. ↑  . The New York Times. 1964-10-22  [2023-01-01]. （原始内容存档于2023-01-17） （英语）.
26. ↑  Myers, Dale K. . Oak Cliff Press.   [2023-05-07]. （原始内容存档于2023-03-23） （英语）.
27. ↑  Bugliosi 2007，第885-888頁.
28. 1 2 3 4 5 6  Myers, Dale K. . Oak Cliff Press.   [2023-05-07]. （原始内容存档于2023-01-15） （英语）.
29. ↑  Cohen, Jacob. . Commentary. 1992  [2023-05-07]. （原始内容存档于2023-02-04） （英语）.
30. ↑  McAdams 2011，第18頁.